# 謝緬基 (涅米羅夫區)
48°50′52″N 29°6′36″E / 48.84778°N 29.11000°E
謝緬基（烏克蘭語：Семенки），是烏克蘭西南部的村莊，隸屬文尼察州的文尼察區。該村始建於1770年，面積1.38平方公里，海拔高度202米，2001年人口338，人口密度每平方公里245.64人。